# Galeazzo Sabbatini
Galeazzo Sabbatini (Pesaro, Marques, 1597 - 1662) fou un compositor italià del Barroc.
Fou mestre de capella del duc de Mirandola i publicà dos llibres de Madrigals, de 2 a 4 veus (1625-26); dos Sacrae laudes, de 2 a 5 veus (1637-41); una altra de Sacrae laudes, amb acompanyament d'orgue (162); tres de Madrigali concertati (1627, 1630 i 1636), i altres diverses composicions de caràcter religiós.